# 竹聯幇
竹聯幇（ちくれんほう、ジュリェンパン）は、台湾台北市を拠点とする黒社会組織（暴力団）の一つ。台湾全域及び国外にも拠点を有し主要構成員数は約1万5千人、末端までの総数は10万人と言われている。四海幇、天道盟と並ぶ、台湾の三大黒社会組織の一角と称される。

## 略史
竹聨幇は1955年頃、孫徳培が現在の新北市中和一帯で組織した中和幇をその起源とする。中和幇は勢力を拡大し中和、永和、板橋一帯を勢力下に置いたが、1957年に孫徳培が古亭（現在の台北市大安区）のマフィア構成員を殺害、逮捕される事件が発生すると、中和幇は内部分裂を起こした。
その後中和幇の幹部構成員であった趙寧を中心に中和郷竹林路（現在の新北市永和区）で会議を開催、善後策を検討した。その結果幇主である孫徳培が逮捕されたが、幇主と幹部構成員の平等を尊重するために新しい幇主を設けないことを確認、あわせて中和幇を竹林聯盟（通称は竹聯幇）とすることを決定した。
1962年、四海幇が台湾当局の取締りにより解散させられた情況を利用し、四海幇の地盤を奪取し、この抗争の中で陳啓礼が組織の中で頭角を現し始めた。1965年、当時竹聯幇の構成員は500人を超え、他の黒社会の勢力範囲を併呑するなど急速に拡大し「天下第一幇」と称されるに至った。1968年4月、竹聯幇は陽明山で会議を開催し、勢力拡大に伴う組織変更を行っている。
1970年7月、構成員の陳仁が組織の資金を横領し逃亡、更に警察への保護を求めた。この事件は組織内部の不満を引き起こし、張如虹とその他2名により陳仁を警察官の面前で殺害する事件に発展した。陳仁殺害は台湾社会に大きな衝撃を与え、背後で殺害を指揮した陳啓礼は逮捕され懲役6年の判決を受けた。
1972年、陳啓礼が逮捕収監されたことで組織の衰退を迎えた竹聯幇であるが、幹部構成員の支持を取り付けた張安楽により竹聯幇再興に乗り出した。当時総護法（理事長に相当）であった張安楽は組織の制度化を推進し、若い構成員を抜擢し側近とした。しかし竹聯幇内部での抗争は依然続き、旧派の周榕派の反発を受け失望し張安楽は1975年にアメリカに渡っている。
1976年、出獄した陳啓礼は竹聯幇再編を目指すが、周榕派との内部抗争が続いた。しかし周榕派は次第に陳啓礼に帰順し、周榕派勢力の切り崩しに成功する。竹聯幇の実権を掌握した陳啓礼は初代幇主に就任、更なる勢力拡大を実現した。
1984年、陳啓礼体制で急速に発展した竹聯幇であるが、その利権を巡り堂口間での内部抗争が繰り広げられた。また同年6月には四海幇は以前竹聯幇に奪われた地盤を回復すべく、黄埔幇と共に竹聯幇との間での武力抗争が発生した。この抗争の過程で両者は台湾の株式市場での経済戦を展開、台湾の株式市場は混乱し、その結果両者は不当な株式利益を獲得している。この金融市場への介入が台湾政府の注目するところとなり、警察による調査が開始している。10月15日には江南事件が発生すると台湾当局は全国で黒社会壊滅運動を展開、竹聯幇でも多くの幹部構成員が逮捕され、陳啓礼も無期懲役（後に懲役15年に減刑）されるなどの打撃を受けている。江南事件は蒋経国伝を記したアメリカ在住の台湾系アメリカ人江南（劉宜良）の暗殺を行った事件である。暗殺事件が発覚しアメリカ政府は中華民国政府に圧力をかけ、台湾民主化のきっかけになったといわれる。
1988年までに台湾政府は300名の黒社会構成員の保釈を発表、ここに竹聯幇再興の要因が整うこととなった。幇主となっていた黄少岑は当局の取締りを避けるために台湾を離れ中国に進出、現地での勢力拡大を行っている。幇主不在の竹聯幇であるが、幹部構成員の推挙により趙爾文が幫主（代行とも言われる。詳細不明）となり活動を続け、構成員総数10万人の台湾最大の黒社会組織と成長している。近年、中国共産党による一国二制度を台湾にも適応することを主張する政党、中華統一促進党との関係が指摘されているほか、沖縄の指定暴力団旭琉會との関係も報道されている。
2022年5月7日、警察庁警備当局が旭琉會と竹聯幇が関係を深めていることから動向を注視しており、背後には香港、マカオ、台湾などへの情報工作を担当する中国共産党国家安全局第4局の存在があるとしている。「中国政府は民間資本だけでなく、反社会的勢力のルートも駆使し、沖縄に足掛かりを築こうとしている可能性が高い」とみている。
2025年2月4日、黄少岑が老衰のため台北栄民総医院にて死去。次期幇主を任命しないままの逝去と見做されており、新たな権力構造の見極めなど警察当局による関心が続いている。

## 歴代幇主
- 初代目（1968年～1995年）：陳啓礼
- 二代目（1995年～2025年）：黄少岑（中国語版）
  - 代行（2001年～2007年）：趙爾文
  - 代行（2002年～2004年）：李宗奎
  - 代行（2004年～2007年）：胡台冨
- 三代目（2025年～）：劉振南（中国語版）